# Radziądz
Radziądz – wieś w Polsce położona w województwie dolnośląskim, w powiecie trzebnickim, w gminie Żmigród, na terenie Parku Krajobrazowego Dolina Baryczy.
W latach 1954-1959 wieś była siedzibą gromady Radziądz, po jej zniesieniu w gromadzie Żmigródek. W latach 1975–1998 miejscowość administracyjnie należała do województwa wrocławskiego.

## Zabytki
Do wojewódzkiego rejestru zabytków wpisane są:
- kościół parafialny pw. św. Karola Boromeusza, z 1735 r.
- stodoła, nr 68, z połowy XVIII w., koniec XIX w.

## Gospodarka
We wsi jest jedno z pięciu gospodarstw rybackich operujących na Stawach Milickich, obsługujące kompleks stawów Radziądz.